# Courtetain-et-Salans
Courtetain-et-Salans är en kommun i departementet Doubs i regionen Bourgogne-Franche-Comté i östra Frankrike. Kommunen ligger i kantonen Vercel-Villedieu-le-Camp som tillhör arrondissementet Pontarlier. År 2022 hade Courtetain-et-Salans 91 invånare.

## Befolkningsutveckling
Antalet invånare i kommunen Courtetain-et-Salans
Referens:INSEE